# Irkutskkabel
Koordinaten: 52° 11′ 38″ N, 104° 4′ 23″ O
Irkutskkabel (russisch Иркутсккабель) ist ein russischer Kabel- und Drahthersteller. Er zählt zu den fünf größten Kabelherstellern Russlands und ist führend bei der Herstellung von isolierten Freileitungen für Mittelspannungsnetze.
Das Unternehmen wurde 1966 gegründet. Im Jahr 2003 begann die Produktion von Hochspannungskabeln mit VPE-Isolierung.